# Bram Stoker Award para Melhor Romance para Jovens Adultos
O Bram Stoker Award para Melhor Romance para Jovens Adultos é um prêmio concedido pela Horror Writers Association (HWA) por "feitos superiores" na escrita de romances do gênero de terror.

## Vencedores e indicados
| Ano (Elegibilidade) | Agraciado             | Título da Obra                                                | Resultado | Fonte                              |
| ------------------- | --------------------- | ------------------------------------------------------------- | --------- | ---------------------------------- |
| 2011                | Nancy Holder          | The Screaming Season                                          | Vencedor  | [ 3 ] [ 4 ] [ 5 ] [ 6 ]            |
| 2011                | Jonathan Maberry      | Dust and Decay                                                | Vencedor  | [ 3 ] [ 4 ] [ 5 ] [ 6 ]            |
| 2011                | JG Faherty            | Ghosts of Coronado Bay                                        | Finalista | [ 3 ] [ 4 ] [ 5 ]                  |
| 2011                | Daniel Kraus          | Rotters                                                       | Finalista | [ 3 ] [ 4 ] [ 5 ]                  |
| 2011                | Patrick Ness          | A Monster Calls                                               | Finalista | [ 3 ] [ 4 ] [ 5 ]                  |
| 2011                | Kenneth Oppel         | This Dark Endeavor: The Apprenticeship of Victor Frankenstein | Finalista | [ 3 ] [ 4 ] [ 5 ]                  |
| 2012                | Jonathan Maberry      | Flesh and Bone                                                | Vencedor  | [ 7 ] [ 8 ] [ 9 ]                  |
| 2012                | Libba Bray            | The Diviners                                                  | Finalista | [ 7 ] [ 8 ] [ 9 ]                  |
| 2012                | Barry Lyga            | I Hunt Killers                                                | Finalista | [ 7 ] [ 8 ] [ 9 ]                  |
| 2012                | Michael McCarty       | I Kissed a Ghoul                                              | Finalista | [ 7 ] [ 8 ] [ 9 ]                  |
| 2012                | Maggie Stiefvater     | The Raven Boys                                                | Finalista | [ 7 ] [ 8 ] [ 9 ]                  |
| 2012                | Jeff Strand           | A Bad Day for Voodoo                                          | Finalista | [ 7 ] [ 8 ] [ 9 ]                  |
| 2013                | Joe McKinney          | Dog Days                                                      | Vencedor  | [ 10 ] [ 11 ] [ 12 ]               |
| 2013                | Patrick Freivald      | Special Dead                                                  | Finalista | [ 10 ] [ 11 ] [ 12 ]               |
| 2013                | Kami Garcia           | Unbreakable                                                   | Finalista | [ 10 ] [ 11 ] [ 12 ]               |
| 2013                | Geoffrey Girard       | Project Cain                                                  | Finalista | [ 10 ] [ 11 ] [ 12 ]               |
| 2013                | Cat Winters           | In the Shadow of Blackbirds                                   | Finalista | [ 10 ] [ 11 ] [ 12 ]               |
| 2014                | John Dixon            | Phoenix Island                                                | Vencedor  | [ 13 ] [ 14 ] [ 15 ] [ 16 ]        |
| 2014                | Jake Bible            | Intentional Haunting                                          | Finalista | [ 13 ] [ 14 ] [ 15 ] [ 16 ]        |
| 2014                | Kami Garcia           | Unmarked                                                      | Finalista | [ 13 ] [ 14 ] [ 15 ] [ 16 ]        |
| 2014                | Tonya Hurley          | Passionaries                                                  | Finalista | [ 13 ] [ 14 ] [ 15 ] [ 16 ]        |
| 2014                | Peter Adam Salomon    | All Those Broken Angels                                       | Finalista | [ 13 ] [ 14 ] [ 15 ] [ 16 ]        |
| 2015                | John Dixon            | Devil's Pocket                                                | Vencedor  | [ 17 ] [ 18 ] [ 19 ]               |
| 2015                | Jennifer Brozek       | Never Let Me Sleep                                            | Finalista | [ 17 ] [ 18 ] [ 19 ]               |
| 2015                | Michaelbrent Collings | The Ridealong                                                 | Finalista | [ 17 ] [ 18 ] [ 19 ]               |
| 2015                | Tonya Hurley          | Hallowed                                                      | Finalista | [ 17 ] [ 18 ] [ 19 ]               |
| 2015                | Maureen Johnson       | The Shadow Cabinet                                            | Finalista | [ 17 ] [ 18 ] [ 19 ]               |
| 2015                | Ian Welke             | End Times at Ridgemont High                                   | Finalista | [ 17 ] [ 18 ] [ 19 ]               |
| 2016                | Maria Alexander       | Snowed                                                        | Vencedor  | [ 20 ] [ 21 ] [ 22 ] [ 23 ]        |
| 2016                | Jennifer Brozek       | Last Days of Salton Academy                                   | Finalista | [ 20 ] [ 21 ] [ 22 ] [ 24 ] [ 23 ] |
| 2016                | Elle Cosimano         | Holding Smoke                                                 | Finalista | [ 20 ] [ 21 ] [ 22 ] [ 24 ] [ 23 ] |
| 2016                | Jeyn Roberts          | When They Fade                                                | Finalista | [ 20 ] [ 21 ] [ 22 ] [ 24 ] [ 23 ] |
| 2016                | Alexandra Sirowys     | The Telling                                                   | Finalista | [ 20 ] [ 21 ] [ 22 ] [ 24 ] [ 23 ] |
| 2017                | Kim Liggett           | The Last Harvest                                              | Vencedor  | [ 25 ] [ 26 ] [ 27 ] [ 28 ] [ 29 ] |
| 2017                | Gillian French        | The Door to January                                           | Finalista | [ 25 ] [ 26 ] [ 27 ] [ 28 ] [ 29 ] |
| 2017                | Tom Leveen            | Hellworld                                                     | Finalista | [ 25 ] [ 26 ] [ 27 ] [ 28 ] [ 29 ] |
| 2017                | Amy Lukavics          | The Ravenous                                                  | Finalista | [ 25 ] [ 26 ] [ 27 ] [ 28 ] [ 29 ] |
| 2017                | Sarah Porter          | When I Cast Your Shadow                                       | Finalista | [ 25 ] [ 26 ] [ 27 ] [ 28 ] [ 29 ] |
| 2018                | Kiersten White        | The Dark Descendent of Elizabeth Frankenstein                 | Vencedor  | [ 30 ] [ 31 ] [ 32 ] [ 33 ]        |
| 2018                | Jonathan Maberry      | Broken Lands                                                  | Finalista | [ 30 ] [ 31 ] [ 32 ] [ 33 ]        |
| 2018                | Justina Ireland       | Dread Nation                                                  | Finalista | [ 30 ] [ 31 ] [ 32 ] [ 33 ]        |
| 2018                | Monique Snyman        | The Night Weaver                                              | Finalista | [ 30 ] [ 31 ] [ 32 ] [ 33 ]        |
| 2018                | Claire Legrand        | Sawkill Girls                                                 | Finalista | [ 30 ] [ 31 ] [ 32 ] [ 33 ]        |
| 2019                | Nzondi                | Oware Mosaic                                                  | Vencedor  | [ 34 ] [ 35 ] [ 36 ]               |
| 2019                | Peter Adam Salomon    | Eight Minutes, Thirty-Two Seconds                             | Finalista | [ 34 ] [ 35 ] [ 36 ] [ 37 ]        |
| 2019                | Ann Dávila Cardinal   | Five Midnights                                                | Finalista | [ 34 ] [ 35 ] [ 36 ] [ 37 ]        |
| 2019                | Amelinda Bérubé       | Here There Are Monsters                                       | Finalista | [ 34 ] [ 35 ] [ 36 ] [ 37 ]        |
| 2019                | Kate Alice Marshall   | Rules for Vanishing                                           | Finalista | [ 34 ] [ 35 ] [ 36 ] [ 37 ]        |
| 2019                | Liana Gardner         | Speak No Evil                                                 | Finalista | [ 34 ] [ 35 ] [ 36 ] [ 37 ]        |
| 2020                | Adam Cesare           | Clown in a Cornfield                                          | Vencedor  | [ 38 ] [ 39 ] [ 40 ] [ 41 ]        |
| 2020                | Daniel Kraus          | Bent Heavens                                                  | Finalista | [ 38 ] [ 39 ] [ 40 ] [ 41 ]        |
| 2020                | Monique Snyman        | The Bone Carver                                               | Finalista | [ 38 ] [ 39 ] [ 40 ] [ 41 ]        |
| 2020                | Aiden Thomas          | Cemetery Boys                                                 | Finalista | [ 38 ] [ 39 ] [ 40 ] [ 41 ]        |
| 2020                | Erica Waters          | Ghost Wood Song                                               | Finalista | [ 38 ] [ 39 ] [ 40 ] [ 41 ]        |
| 2021                | Erica Waters          | The River Has Teeth                                           | Vencedor  | [ 42 ] [ 43 ] [ 44 ] [ 45 ]        |
| 2021                | Kendare Blake         | All These Bodies                                              | Finalista | [ 42 ] [ 46 ] [ 43 ] [ 44 ] [ 45 ] |
| 2021                | Jessica Lewis         | Bad Witch Burning                                             | Finalista | [ 42 ] [ 46 ] [ 43 ] [ 44 ] [ 45 ] |
| 2021                | R. L. Boyle           | The Book of the Baku                                          | Finalista | [ 42 ] [ 46 ] [ 43 ] [ 44 ] [ 45 ] |
| 2021                | Krystal Sutherland    | House of Hollow                                               | Finalista | [ 42 ] [ 46 ] [ 43 ] [ 44 ] [ 45 ] |
| 2022                | Ann Fraistat          | What We Harvest                                               | Finalista | [ 47 ] [ 48 ]                      |
| 2022                | Tiffany D. Jackson    | The Weight of Blood                                           | Finalista | [ 47 ] [ 48 ]                      |
| 2022                | Kate Alice Marshall   | These Fleeting Shadows                                        | Finalista | [ 47 ] [ 48 ]                      |
| 2022                | Robert P. Ottone      | The Triangle                                                  | Finalista | [ 47 ] [ 48 ]                      |
| 2022                | V. E. Schwab          | Gallant                                                       | Finalista | [ 47 ] [ 48 ]                      |
| 2022                | Vincent Tirado        | Burn Down, Rise Up                                            | Finalista | [ 47 ] [ 48 ]                      |